# سانتا لوزيا دو باروا
سانتا لوزيا دو باروا هي بلدية في ولاية مارانهاو في المنطقة الشمالية الشرقية من البرازيل.